# Diocesi di Eliopoli di Augustamnica
La diocesi di Eliopoli di Augustamnica (in latino Dioecesis Heliopolitana in Augustamnica) è una sede soppressa e sede titolare della Chiesa cattolica.

## Storia
Eliopoli, identificabile con Tell-Hassan, è un'antica sede episcopale della provincia romana dell'Augustamnica Seconda nella diocesi civile d'Egitto. Faceva parte del patriarcato di Alessandria ed era suffraganea dell'arcidiocesi di Leontopoli.
Secondo la tradizione cristiana, Eliopoli sarebbe il luogo dove trovarono rifugio Maria, Giuseppe e Gesù nella loro fuga in Egitto. Un'omelia su questo tema, datata alla fine del VII o agli inizi dell'VIII secolo, racconta che la Sacra Famiglia arrivata a Ayn Shams (Eliopoli) passò oltre e si fermò un chilometro dopo ad al-Matariyah; qui il bastone di Giuseppe, picchiato per terra, fece sgorgare una sorgente d'acqua, e lo stesso bastone, piantato per terra, divenne un albero da cui si ricavava una resina per la confezione del crisma. Al-Matariyah divenne in seguito un luogo sacro per i cristiani e per i mussulmani.
Le tradizioni liturgiche e agiografiche copte e etiopiche indicano Eliopoli come il luogo del martirio di diversi santi, tra cui Behai Anub, Apatil, Cristodulo, Elia e Isidoro, quest'ultimo venerato come vescovo di Eliopoli. Una tradizione leggendaria, documentata da alcune recensioni della vita di sant'Eugenia, menziona un vescovo di Eliopoli di nome Eleno (II-III secolo), forse confuso con un eremita, attestato storicamente nel IV secolo.
La prima menzione storicamente attendibile di una diocesi a Eliopoli risale ai primi decenni del IV secolo, con un anonimo vescovo documentato in una lista di vescovi che avevano aderito allo scisma meleziano (circa 327). Solo un secolo dopo abbiamo il nome del secondo vescovo noto di Eliopoli, Marino, che prese parte al concilio di Efeso nel 431; nell'autunno dello stesso anno Marino era a Costantinopoli e sottoscrisse una lettera sinodale dell'arcivescovo Massimiano di Costantinopoli diretta al clero della diocesi di Tenedo per annunciare la deposizione del loro vescovo Anastasio. Secondo il Prato spirituale di Giovanni Mosco, un monaco del Sinai, di cui non è fatto il nome, fu eletto vescovo di Eliopoli all'epoca del patriarca alessandrino Apollinare (551-569).
La diocesi scomparve probabilmente in seguito all'occupazione araba dell'Egitto nel VII secolo.
Dal XVII secolo Eliopoli di Augustamnica è annoverata tra le sedi vescovili titolari della Chiesa cattolica; il titolo appare negli Annuari Pontifici fino al 1872, poi viene eliminato. Con la pubblicazione dell'Index sedium titularium della Chiesa cattolica nel 1933 il titolo è stato ripristinato, ma finora non è mai stato assegnato.

## Cronotassi

### Vescovi greci
- Isidoro (?) †
- Eleno (?) †
- Anonimo (Melas ?) † (menzionato nel 327 circa)
- Marino † (menzionato nel 431)
- Anonimo † (seconda metà del VI secolo)

### Vescovi titolari
I vescovi di Eliopoli di Augustamnica appaiono confusi con i vescovi di Eliopoli di Fenicia, perché nelle fonti citate le cronotassi delle due sedi non sono distinte.
- Georg Sigismund Müller † (1º novembre 1654 - 24 marzo 1686 deceduto)
- Antonio Ferrer y Mila, C.O. † (30 settembre 1686 - 19 dicembre 1691 nominato vescovo di Segorbe)
- Giulio Marzi † (22 dicembre 1693 - ?)
- Hyacinth Petit, O.Carm. † (11 febbraio 1718 - 26 luglio 1719 deceduto)
- Stephan Alexander Würdtwein † (18 luglio 1783 - 11 aprile 1796 deceduto)
- Henry Hughes, O.F.M.Ref. † (15 marzo 1839 - 12 ottobre 1860 deceduto)[4]